# ハクセツ (1965年生)
ハクセツは日本の競走馬。公営・南関東競馬から中央競馬へ移籍し、牝馬東京タイムズ杯など重賞競走で3勝を挙げた。主戦騎手は岡部幸雄。岡部のキャリアにおける重賞初勝利馬としても知られる。美しい芦毛の馬体と愛らしい容貌から「白い美少女」と呼ばれた。地方競馬所属時の名前はハナミドリ。「ハクセツ」は漢字表記では「白雪」となり、母名セツシユウ（セッシュウ、雪舟）からの連想で名付けられている。
半妹に1972年度優駿賞最優秀5歳以上牝馬・ジョセツ（父シーフュリュー）がいる。

## 経歴

### 中央移籍まで
1965年、千葉県富里村の扶桑牧場に生まれる。父は同場の生産馬で重賞2勝を挙げたフソウ。母セッシュウはフソウの従姪に当たり、近親には帝室御賞典を制したミラクルユートピア等がいる良血であった。しかしセッシュウ自身は中央・地方を通じて未勝利の凡馬であり、本馬はその母に似て非常に小柄で華奢な体格であった。このため3歳まで買い手が付かず、競馬会の購買による抽せん馬候補からも外れた。やむなく母を所有した中村勝五郎 (三代目)に引き受けられ、1967年、「ハナミドリ」と命名されて南関東競馬でデビューを迎えた。
当初は全く見所がないという評価であったが、翌年の関東オークスまでに15戦5勝という成績を残した。1番人気に推された同競走では競走前の怪我もあり敗れたものの、関係者は中央でも通用する手応えを掴み、1968年7月、「ハクセツ」と改名されて中山競馬場・白井分場の 高橋英夫厩舎に転厩した。高橋は騎手時代にフソウ、セッシュウ、祖母アオバに騎乗しており、調教師としては当年3月に厩舎を開業したばかりの新進であった。

### 中央競馬時代
中央初戦は池上昌弘を背に福島開催のオープン戦に出走。2番人気に支持されたが、5頭立て4着に終わった。次走の条件戦から、高橋の弟弟子であり、当時2年目の若手だった岡部幸雄に乗り替わりとなる。この競走で岡部は後方待機策を採ると、直線で追い込みを見せて先行勢を差し切り、中央初勝利を挙げた。
休養の後に秋の東京開催へ移り、オープン戦6着を経て牝馬東京タイムズ杯へ出走。優駿牝馬（オークス）優勝馬ルピナスなど強豪が揃い、ハクセツは49kgの軽量ながら16頭立て9番人気という低評価であった。しかし最後方待機から直線だけで全馬を交わして優勝し、重賞初制覇を果たした。これは岡部、高橋の双方にとっても初めての重賞勝利であり、岡部はこれを起点に引退まで171の重賞に勝利している。次走の金杯（東）では天皇賞・秋2着馬フイニイなど牡馬の一線級と初対戦となったが、前走と同様に後方から先行勢を差し切り、重賞2連勝を遂げた。
この後、2戦の反動から調子を落とし、以後3連敗を喫する。しかし4月末の府中特別で復活勝利を挙げると、6月に安田記念（当時ハンデキャップ競走）に出走。当日3番人気に推され、レースでは中団待機から直線で先頭に立った。しかし僅かにスパートが早く、ゴール寸前でハードウエイに差され、ハナ差の2着に終わった。
次走のオープン戦以来勝利から遠ざかったが、翌1970年7月に出走した七夕賞で、第3コーナーからの捲りを見せて、レコードタイムでの優勝を果たした。七夕賞は後に妹のジョセツがこの記録を破るレコードで勝利しており、姉妹制覇を達成している。以後は4戦して毎日王冠の3着が最高、11月に出走した牝馬ステークスでの最下位14着を最後に競走生活から退いた。

### 引退後
引退後は故郷・扶桑牧場で繁殖牝馬となったが、目立った産駒のないまま1987年の種付けを最後に繁殖生活からも引退。翌1988年6月に24歳（現表記23歳）で死去した。現存する子孫はごく僅かである。

## 中央競馬成績
| 年月日 | 年月日 | 年月日 | 競馬場 | レース名               | 頭数 | 人気 | 着順 | 距離（状態）  | タイム | タイム | 着差   | 騎手     | 斤量 | 勝ち馬/（2着馬）   |
| ------ | ------ | ------ | ------ | ---------------------- | ---- | ---- | ---- | ------------- | ------ | ------ | ------ | -------- | ---- | ------------------ |
| 1968.  | 07.    | 29     | 福島   | オープン               | 5    | 2    | 04着 | 芝1600m（良） |        | 1:38.3 | -1.7秒 | 池上昌弘 | 48   | ヤマトダケ         |
|        | 08.    | 04     | 福島   | 福島民報杯             | 6    | 4    | 01着 | 芝1800m（稍） |        | 1:28.1 | -0.3秒 | 岡部幸雄 | 51   | （ブレーンターフ） |
|        | 11.    | 09     | 東京   | オープン               | 9    | 5    | 06着 | 芝1800m（良） |        | 1:53.0 | -1.7秒 | 岡部幸雄 | 52   | ルピナス           |
|        | 12.    | 01     | 東京   | 牝馬東京タイムズ杯     | 16   | 9    | 01着 | 芝1600m（良） |        | 1:37.6 | -0.1秒 | 岡部幸雄 | 49   | （ニットウヤヨイ） |
| 1969.  | 01.    | 05     | 中山   | 金杯（東）             | 17   | 4    | 01着 | 芝2000m（良） |        | 2:04.4 | -0.1秒 | 岡部幸雄 | 49   | （ダーリングヒメ） |
|        | 02.    | 16     | 東京   | 京王杯スプリングH      | 14   | 3    | 10着 | 芝1800m（不） |        | 1:53.6 | -1.2秒 | 岡部幸雄 | 52   | モンタサン         |
|        | 03.    | 16     | 東京   | アジア競馬会議開催記念 | 11   | 4    | 06着 | ダ2100m（稍） |        | 2:12.1 | -1.4秒 | 岡部幸雄 | 54   | ニットウヤヨイ     |
|        | 04.    | 13     | 中山   | 中山記念               | 11   | 3    | 09着 | 芝1800m（良） |        | 1:52.4 | -1.2秒 | 岡部幸雄 | 50   | メイジシロー       |
|        | 04.    | 29     | 東京   | 府中特別               | 8    | 4    | 01着 | 芝2000m（良） |        | 2:02.5 | -0.3秒 | 岡部幸雄 | 50   | （メイジシロー）   |
|        | 06.    | 01     | 東京   | 安田記念               | 14   | 3    | 02着 | 芝1600m（良） |        | 1:35.9 | -0.0秒 | 岡部幸雄 | 52   | ハードウエイ       |
|        | 10.    | 12     | 福島   | オープン               | 8    | 1    | 01着 | 芝1800m（稍） |        | 1:52.2 | -0.2秒 | 岡部幸雄 | 56   | （ハクセンショウ） |
|        | 10.    | 26     | 福島   | 福島大賞典             | 10   | 1    | 03着 | 芝1800m（稍） |        | 1:52.2 | -0.2秒 | 岡部幸雄 | 56   | マツセダン         |
|        | 12.    | 07     | 中山   | クモハタ記念           | 12   | 4    | 05着 | 芝1800m（良） |        | 1:51.0 | -0.7秒 | 岡部幸雄 | 53   | ハクエイホウ       |
| 1970.  | 01.    | 04     | 東京   | 金杯（東）             | 10   | 4    | 03着 | 芝2000m（良） |        | 2:04.1 | -0.3秒 | 岡部幸雄 | 53   | スイートフラッグ   |
|        | 05.    | 16     | 東京   | オープン               | 11   | 3    | 11着 | 芝2000m（良） |        | 2:06.5 | -4.0秒 | 富田正信 | 51   | アカネテンリュウ   |
|        | 06.    | 07     | 中山   | オープン               | 8    | 2    | 06着 | 芝1800m（良） |        | 1:51.8 | -1.1秒 | 富田正信 | 51   | アカネテンリュウ   |
|        | 07.    | 05     | 福島   | 七夕賞                 | 9    | 2    | 01着 | 芝1800m（良） | R      | 1:49.3 | -0.1秒 | 岡部幸雄 | 53   | （ヒガシヒンド）   |
|        | 08.    | 09     | 福島   | 福島記念               | 8    | 4    | 04着 | 芝2000m（良） |        | 2:03.9 | -0.8秒 | 岡部幸雄 | 56   | スイジン           |
|        | 09.    | 06     | 東京   | 毎日王冠               | 5    | 3    | 03着 | 芝2000m（良） |        | 2:04.1 | -0.5秒 | 岡部幸雄 | 55   | クリシバ           |
|        | 10.    | 04     | 新潟   | 関屋記念               | 8    | 1    | 06着 | 芝1800m（良） |        | 1:49.7 | -0.2秒 | 岡部幸雄 | 55   | ヒガシライト       |
|        | 11.    | 01     | 東京   | 牝馬ステークス         | 14   | 9    | 14着 | 芝2000m（良） |        | 2:05.6 | -3.1秒 | 岡部幸雄 | 54   | キヨズイセン       |

- タイム欄のRはレコード勝ちを示す。

## 評価
妹のジョセツともども追い込み馬として知られており、2004年に競馬会の広報誌『優駿』が行った「個性派ホースベスト10」という企画において、 1950-1970年代の追い込み馬部門で第3位に選ばれている（8位ジョセツ）。小柄かつ細身の馬であったが、岡部は初めて騎乗した際の印象を「それまで乗ってきた馬と比べると、ハクセツの切れ味は天と地の差があった。見るからに華奢な馬でしたが、全身バネと闘志の塊でした」と回想している。一方で岡部以外の関係者からは長く実力を疑われており、金杯で重賞を連勝して初めて大方に認められる形となった。高橋は「私自身がその手合いだったのだ。いつまでもみにくいアヒルの子だと思っていたんですよ」と反省の弁を述べている。

### 白い美少女
その容貌の美しさについては早くから認められており、岡部は「鼻筋が通っていて、大きな瞳が魅力的でした。顔も小ぶりで八頭身スタイル。柄は小さかったが目立つ存在だった」、高橋は「楚々とした雰囲気のある純日本風美人」と評し、具体的には「少女時代の吉永小百合」と喩えている。ただし気性的にはきつい馬であったという。ジョセツは「白い恋人」と呼ばれ、「芦毛の美人姉妹」との評もとった。人間のみならず、JRA顕彰馬となっているスピードシンボリがハクセツに想いを寄せていたというエピソードも伝えられている。

## 血統表
| ハクセツ (1965)の血統 （オービィ系（オーム系） / エミール3×4=18.75%） | ハクセツ (1965)の血統 （オービィ系（オーム系） / エミール3×4=18.75%） | ハクセツ (1965)の血統 （オービィ系（オーム系） / エミール3×4=18.75%） | （血統表の出典）  | （血統表の出典） |
| 父 フソウ 1950 鹿毛 日本                                              | 父の父トシシロ 1940 栗毛 日本                                         | *ダイオライト Diolite                                                 | Diophon           | Diophon          |
| 父 フソウ 1950 鹿毛 日本                                              | 父の父トシシロ 1940 栗毛 日本                                         | *ダイオライト Diolite                                                 | Needle Rock       |                  |
| 父 フソウ 1950 鹿毛 日本                                              | 父の父トシシロ 1940 栗毛 日本                                         | 月城                                                                  | Campfire          | Campfire         |
| 父 フソウ 1950 鹿毛 日本                                              | 父の父トシシロ 1940 栗毛 日本                                         | 月城                                                                  | *星旗             |                  |
| 父 フソウ 1950 鹿毛 日本                                              | 父の母マリーユートピア 1933 鹿毛 日本                                 | *シアンモア Shianmor                                                  | Buchan            | Buchan           |
| 父 フソウ 1950 鹿毛 日本                                              | 父の母マリーユートピア 1933 鹿毛 日本                                 | *シアンモア Shianmor                                                  | Orlass            |                  |
| 父 フソウ 1950 鹿毛 日本                                              | 父の母マリーユートピア 1933 鹿毛 日本                                 | *エミール Emile                                                       | Maori King        | Maori King       |
| 父 フソウ 1950 鹿毛 日本                                              | 父の母マリーユートピア 1933 鹿毛 日本                                 | *エミール Emile                                                       | Enileme           |                  |
| 母 セツシユウ 1959 芦毛 日本                                          | 母の父*グレーロード Graylord 1942 芦毛 アメリカ                       | Mahmoud                                                               | Blenhim           | Blenhim          |
| 母 セツシユウ 1959 芦毛 日本                                          | 母の父*グレーロード Graylord 1942 芦毛 アメリカ                       | Mahmoud                                                               | Mah Mahal         |                  |
| 母 セツシユウ 1959 芦毛 日本                                          | 母の父*グレーロード Graylord 1942 芦毛 アメリカ                       | Rude Awakening                                                        | Upset             | Upset            |
| 母 セツシユウ 1959 芦毛 日本                                          | 母の父*グレーロード Graylord 1942 芦毛 アメリカ                       | Rude Awakening                                                        | Cushion           |                  |
| 母 セツシユウ 1959 芦毛 日本                                          | 母の母アオバ 1953 黒鹿毛 日本                                         | ロツクフオード                                                        | *プリメロ         | *プリメロ        |
| 母 セツシユウ 1959 芦毛 日本                                          | 母の母アオバ 1953 黒鹿毛 日本                                         | ロツクフオード                                                        | *シガアナ         |                  |
| 母 セツシユウ 1959 芦毛 日本                                          | 母の母アオバ 1953 黒鹿毛 日本                                         | リリアンユートピア                                                    | セントユートピア  | セントユートピア |
| 母 セツシユウ 1959 芦毛 日本                                          | 母の母アオバ 1953 黒鹿毛 日本                                         | リリアンユートピア                                                    | *エミール F-No.C1 |                  |